# Дупе-Дял (Іклензел, Муреш)
Дупе-Дял (рум. După Deal) — село у повіті Муреш в Румунії. Входить до складу комуни Іклензел.
Село розташоване на відстані 272 км на північний захід від Бухареста, 24 км на захід від Тиргу-Муреша, 57 км на південний схід від Клуж-Напоки, 142 км на північний захід від Брашова.

## Населення
За даними перепису населення 2002 року у селі проживали 16 осіб, усі — румуни. Усі жителі села рідною мовою назвали румунську.